# Chicago Blaze (Eishockey)
Die Chicago Blaze waren eine US-amerikanische Eishockeymannschaft aus Rolling Meadows, Illinois. Das Team spielte von 2008 bis 2009 in der All American Hockey League.

## Geschichte
Die Chicago Blaze wurden 2008 als Franchise der neu gegründeten All American Hockey League gegründet. Die Mannschaft ersetzte die zuvor aufgrund finanzieller Probleme im Laufe der Saison 2008/09 aufgelösten Detroit Dragons. In den Play-offs scheiterte die Mannschaft in der Best-of-Three-Serie mit einem Sweep am späteren Meister Chi-Town Shooters. In der folgenden Spielzeit absolvierte die Mannschaft nur 14 Saisonspiele und beendete nach dem sechsten Platz unter den sieben Teilnehmern die Saison aufgrund finanzieller Probleme vorzeitig. Anschließend wurde das Franchise aufgelöst.

## Saisonstatistik
Abkürzungen: GP = Spiele, W = Siege, L = Niederlagen, T = Unentschieden, OTL = Niederlagen nach Overtime SOL = Niederlagen nach Shootout, Pts = Punkte, GF = Erzielte Tore, GA = Gegentore, PIM = Strafminuten
| Saison  | GP | W | L  | T | OTL | SOL | Pts | GF | GA  | Platz    | Playoffs                       |
| 2008/09 | 12 | 1 | 11 | — | —   | —   | 2   | 36 | 126 | 5., AAHL | Niederlage in der ersten Runde |
| 2009/10 | 14 | 9 | 4  | — | —   | 1   | 19  | 69 | 63  | 6., AAHL |                                |

## Team-Rekorde

### Karriererekorde
Spiele: 21  Arik Lebda
Tore: 11  Pat Lee,  T. J. Schneider
Assists: 21  Nigel Hawryliw
Punkte: 30   Nigel Hawryliw
Strafminuten: 49  James Brooks